# Keskvere (Pöide)
Keskvere – wieś w Estonii, w prowincji Sarema, w gminie Pöide.